# Traçaia
Traçaia, właśc. José Roque Paes (ur. 6 sierpnia 1933 w Cuiabie, zm. 21 czerwca 1971 w Recife) – piłkarz brazylijski, występujący podczas kariery na pozycji ofensywnego pomocnika.

## Kariera klubowa
Piłkarską karierę Traçaia rozpoczął w Palmeiras Cuiabá w 1951 roku. W 1953 roku występował w Mixto EC. Z Mixto zdobył mistrzostwo stanu Mato Grosso – Campeonato Matogrossense. W 1954 roku występował w CE Dom Bosco. W latach 1955–1962 był zawodnikiem Sporcie Recife, z którym zdobył mistrzostwo stanu Pernambuco – Campeonato Pernambucano w 1955, 1956, 1958, 1961 i 1962 roku. W 1963 wyjechał do Europy do austriackiej Admiry Wiedeń, w której zakończył karierę w 1967 roku.

## Kariera reprezentacyjna
W reprezentacji Brazylii Traçaia zadebiutował 5 grudnia 1959 w wygranym 3-2 meczu z reprezentacją Paragwaju podczas drugiego turnieju Copa América 1959 w Ekwadorze, na którym Brazylia zajęła trzecie miejsce. Obok tego meczu w turnieju wystąpił w pozostałych trzech meczach z: Urugwajem, Ekwadorem i Argentyną. Ostatni raz w reprezentacji Geraldo wystąpił 27 grudnia 1959 w wygranym 2-1 towarzyskim meczu z reprezentacją Ekwadoru, w którym zdobył bramkę.